# Феникс (бриг, 1828)
«Феникс» — бриг Балтийского флота Российской империи.

## Описание брига
Парусный деревянный бриг, один из одиннадцати бригов типа «Охта». Длина брига по сведениям из различных источников составляла от 30,12 до 30,2 метра, ширина от 9,35 до 9,7 метра, а осадка от 3,86 до 3,9 метра. Вооружение судна состояло из двадцати орудий.
Был одним из девяти парусных и парусно-гребных судов Российского императорского флота, носивших это наименование. В составе Балтийского флота также несли службу одноимённые галеры 1719, 1728 и 1741 годов постройки, шнява 1705 года постройки и бриги 1805 и 1811 годов постройки, в составе Азовского флота — брандер 1704 года постройки, а в составе Черноморского флота — крейсерское судно, купленное в 1787 году.

## Строительство
Бриг был заложен 10 февраля 1828 года в Кронштадте и после спуска на воду 16 августа 1828 года вошёл в состав Балтийского Флота России. Строительство вёл корабельный мастер А. В. Зенков.

## Служба
В 1828 находился на Кронштадтском рейде для обучения экипажа. В 1829 и 1830 годах выходил в практические плавания в Балтийское море в составе эскадр.
В составе эскадры вице-адмирала Ф. Ф. Беллинсгаузена летом 1831 года выходил в крейсерство к берегам Курляндии для пресечения связей польских мятежников. В сентябре 1831 года вместе с бригом «Усердие» был послан на поиски пропавшей без вести у мыса Дагерорт шхуны «Стрела». 24 сентября во время шторма в тумане из-за ошибки в счислении бриг разбился, выскочив на камни у острова Юсари, команде удалось спастись.

## Командиры брига
- барон К. Н. Левендаль (1828—1831 годы)[1].